# Capenopsis minos
Capenopsis minos är en insektsart som beskrevs av Ronald Gordon Fennah 1962. Capenopsis minos ingår i släktet Capenopsis och familjen Dictyopharidae. Inga underarter finns listade i Catalogue of Life.